# Vittinge
Vittinge is een plaats in de gemeente Heby in het landschap Uppland en de provincie Uppsala län in Zweden. De plaats heeft 480 inwoners (2005) en een oppervlakte van 131 hectare.

## Verkeer en vervoer
Bij de plaats loopt de Riksväg 72.
Door de plaats loopt de spoorlijn Uppsala - Morastrand (zonder station).